# Ỳ
Das Ỳ (kleingeschrieben ỳ) ist ein Buchstabe des lateinischen Schriftsystems. Er besteht aus einem Y mit Gravis.
In ISO 233 wird der Buchstabe zur Umschreibung des arabischen Buchstaben Alif maqsūra verwendet, um ihn vom Alif zu unterscheiden. In ISO 9 dient das Ỳ der Transliteration des kyrillischen Buchstaben Ischiza. Ferner wird das Ỳ in der vietnamesischen Sprache verwendet, um ein Y im zweiten Ton (tief fallend) darzustellen.

## Darstellung auf dem Computer
Unicode enthält das Ỳ an den Codepunkten U+1EF2 (Großbuchstabe) und U+1EF3 (Kleinbuchstabe).
In TeX kann man das Ỳ mit den Befehlen \`Y bzw. \`y bilden.